# Tang Yongshu
Tang Yongshu (23 de dezembro de 1975) é uma ex-jogadora de badminton chinesa. medalhista olímpica, especialista em duplas.

## Carreira
Tang Yongshu representou seu país nos Jogos Olímpicos de Verão de 1996 e 2000, conquistando a medalha de bronze, nas duplas em 1996 com Qi Yiyuan.